# Campeonato nacional de Estados Unidos 1955
Lista de los campeones del Campeonato nacional de Estados Unidos de 1955:

## Senior

### Individuales masculinos
Tony Trabert vence a  Ken Rosewall, 9–7, 6–3, 6–3

### Individuales femeninos
Doris Hart vence a  Patricia Ward Hales, 6–4, 6–2

### Dobles masculinos
Kosei Kamo /  Atsushi Miyagi vencen a  Gerald Moss /  Bill Quillian, 6–3, 6–3, 3–6, 1–6, 6–4

### Dobles femeninos
Louise Brough /  Margaret Osborne vencen a  Shirley Fry /  Doris Hart, 6–3, 1–6, 6–3

### Dobles mixto
Doris Hart /  Vic Seixas vencen a  Shirley Fry /  Gardnar Mulloy, 7–5, 5–7, 6–2
| Predecesor: 1954                         | Campeonato nacional de Estados Unidos 1955 | Sucesor: 1956                         |
| Predecesor: Campeonato de Wimbledon 1955 | Grand Slam 1955                            | Sucesor: Campeonato de Australia 1956 |

- Datos: Q2409981